# Guillermo de Amores
Guillermo Rafael de Amores Ravelo (San Jacinto, 19 oktober 1994) is een Uruguayaans voetballer die als doelman speelt. Hij stroomde in 2012 door vanuit de jeugd van het Uruguayaanse Liverpool.

## Clubcarrière
De Amores komt uit de jeugdacademie van Liverpool FC. Hij debuteerde voor Liverpool FC in de Uruguayaanse Primera División op 4 december 2011 tegen Nacional. Tijdens het seizoen 2013/14 dwong hij een basisplaats af.

## Interlandcarrière
De Amores speelde 13 interlands voor Uruguay -20, waarmee hij deelnam aan het WK -20 2013 in Turkije.

## Statistieken
| Seizoen | Club         | Competitie       | Wedstrijden | Doelpunten |
| ------- | ------------ | ---------------- | ----------- | ---------- |
| 2011/12 | Liverpool FC | Primera División | 1           | 0          |
| 2012/13 | Liverpool FC | Primera División | 2           | 0          |
| 2013/14 | Liverpool FC | Primera División | 15          | 0          |